# 슈퍼맨 2 - 리차드 도너 편집판
슈퍼맨 2 - 리차드 도너 편집판(Superman II: The Richard Donner Cut)은 미국에서 제작된 리처드 도너 감독의 2006년 액션, 모험, 멜로/로맨스, SF 영화이다. 진 핵크만 등이 주연으로 출연하였고 피에르 스펭글러 등이 제작에 참여하였다.

## 출연

### 주연
- 진 핵크만
- 크리스토퍼 리브
- 말론 브란도

### 조연
- 네드 비티
- 재키 쿠퍼
- 사라 더글러스
- 마곳 키더
- 잭 오할로런

## 제작진
- 원조: 조 슈스터
- 공동제작: 데릭 호프먼
- 시각효과부문: 대니 김